# Dirk Schäfer (Regisseur)
Dirk Michael Schäfer (* 5. März 1961 in Gelnhausen) ist ein deutscher Regisseur von Dokumentar- und Spielfilmen.

## Leben
Geboren und aufgewachsen in Hessen, ging Schäfer 1981 zunächst nach München, wo er bei Patricia Rommel den Beruf des Filmeditors erlernte. 1984 zog er nach West-Berlin, wo 1988 sein Debütspielfilm Die weißen Zwerge für die ZDF-Redaktion „Das kleine Fernsehspiel“ entstand. Ihm folgten zwei weitere von Schäfer inszenierte Spielfilme für das ZDF: Wilma wohnt weit weg und Achtundzwanzichtausend Wünsche, in denen neben seiner langjährigen Weggefährtin und Co-Autorin Marie Schmitz u. a. Inge Keller und Georgette Dee zu sehen sind.
Im Auftrag des SFB drehte Schäfer 1995 mit Alis Welt seinen ersten Dokumentarfilm, der ihn zugleich mit seinem späteren Themenschwerpunkt in Berührung bringt: den Menschen und der Kultur Anatoliens.
Zum Abschluss seines Weiterbildungsstudiums an der Kunsthochschule für Medien Köln realisierte Schäfer 2004 in Istanbul den Kurzspielfilm Lâl, das Comeback der Schauspielerin Grischa Huber, der u. a. auf den internationalen Filmfestivals in New York und Clermont-Ferrand zu sehen war.
Seit 2006 drehte Schäfer vor allem Dokumentarfilme in der Türkei, u. a. für Arte die Dokumentation Von Mülleseln und Seifenfrauen. Bis 2010 unterrichtete Schäfer Dokumentarfilm und Videoschnitt an der Bilgi Universität in Istanbul.
Nach langer Abstinenz auf deutschen Festivals wurde 2012 der Film Eine Art Liebe, das Porträt des jungen Kurden Nevzat, im Rahmen von DOK Leipzig uraufgeführt und von der Jury als herausragender deutscher Dokumentarfilm mit einer lobenden Erwähnung bedacht. Schäfer hatte bei dieser Eigenproduktion erstmals Regie, Kamera und Schnitt in Personalunion übernommen.
Für einen Programmschwerpunkt des Bayerischen Rundfunks zum Thema Ramadan drehte Schäfer den Dokumentarfilm Der heiße Monat, der am 20. Juni 2015 ausgestrahlt wurde. Darin geben acht Muslime, die in Bayern leben, Einblick in das islamische Fasten. Das während der Ausstrahlung vom Sender eingeblendete Ramadan-Logo mit Halbmond löst bei vielen konservativen Zuschauern Empörung und einen Shitstorm aus, der den Bayerischen Rundfunk zur Stellungnahme zwingt.
Im Herbst 2016, vor dem Hintergrund eskalierender diplomatischer Spannungen zwischen Deutschland und der Türkei, realisierte Schäfer den Dokumentarfilm Beine wie ein Storch mit Ex-Daimler-Chef Edzard Reuter über dessen Kindheit und Jugend in der Türkei. Der Vater Ernst Reuter war 1935 aufgrund seiner sozialistischen Weltanschauung vor den Nazis nach Ankara geflohen, gemeinsam mit Ehefrau Hanna und dem damals siebenjährigen Edzard, dessen Statur ihm bei türkischen Kindern einen Spottvers über seine „Storchenbeine“ einbrachte. Der Film hatte im Juli 2017 Premiere in der Berliner Akademie der Künste und läuft – als Dialog stiftendes Werk – im Kontext deutsch-türkischer Kulturveranstaltungen.
2018 begann Dirk Schäfer die Arbeit an Bekar Evi – Das Junggesellenhaus, einem Dokumentarfilm mit fiktionalen Elementen für die Reihe „La Lucarne“ von Arte. Darin erzählt er von sieben kurdischen Saisonarbeitern in Istanbul, die sich vorübergehend eine Unterkunft teilen. Der Film wurde 2019 im Internationalen Programm von DOK Leipzig uraufgeführt und später für den Deutschen Kamerapreis nominiert.
Ende 2019 kehrt Schäfer vorläufig nach Deutschland zurück, wo im Winter 2020 die Auftragsproduktion Was bleibt für den Bayerischen Rundfunk entsteht –  eine Dokumentation über die Arbeit von Jörg Skriebeleit und dessen Team in der KZ-Gedenkstätte Flossenbürg. Die geplante Live-Premiere im Rahmen einer Gedenkfeier am 75. Jahrestages der Befreiung muss der Bayerische Rundfunk aufgrund der Covid-19-Pandemie absagen. Der Film erlebt daher seine Premiere lediglich als TV-Ausstrahlung.
2023 wird der Dokumentarfilm Traugott im Rahmen des Turkologentags in Wien uraufgeführt. In dieser Produktion des Orient-Instituts Istanbul erzählt Schäfer die Geschichte eines deutschen Gelehrten, der in seiner Wahlheimat Türkei zur Legende wurde: Traugott Fuchs immigrierte als junger Mann zu Beginn der Nazi-Herrschaft nach Istanbul, wo er als Universitätsprofessor Ruhm erlangte. Nachdem er dort in hohem Alter gestorben war, wurde sein Nachlass auf abenteuerliche Weise in Sicherheit gebracht und offenbart heute einen Schatz an Dokumenten und Kunstwerken, die als Grundlage eines einzigartigen Archivs in Istanbul dienen.

## Auszeichnungen
- 1989: Filmfestival Max Ophüls Preis: Kategorie: „Filmpreis des saarländischen Ministerpräsidenten“ für seinen Film Die weißen Zwerge
- 2012: DOK Leipzig: Wettbewerb Deutscher Dokumentarfilm: Lobende Erwähnung der Jury für Eine Art Liebe als einen herausragenden deutschen Dokumentarfilm
- 2013: Dokufest Prizren: Lobende Erwähnung der Jury für  Eine Art Liebe
- 2020: Deutscher Kamerapreis: Nikola Krivokuca nominiert für Bekar Evi – Das Junggesellenhaus
- 2021: Deutscher Kamerapreis: Nikola Krivokuca ausgezeichnet für Was Bleibt

## Filmografie (Auswahl)
- 1989: Die weißen Zwerge
- 1991: Wilma wohnt weit weg
- 1993: Achtundzwanzichtausend Wünsche
- 1996: Alis Welt
- 2005: Lâl
- 2010: Von Mülleseln und Seifenfrauen
- 2012: Eine Art Liebe
- 2015: Der heiße Monat
- 2017: Leylek Bacaklı – Beine wie ein Storch
- 2018: Forever Flüchtling
- 2019: Bekar Evi – Das Junggesellenhaus
- 2020: Was Bleibt
- 2023: Traugott